# Arbus, Pyrénées-Atlantiques

Arbus este o comună în departamentul Pyrénées-Atlantiques din sud-vestul Franței. În 2009 avea o populație de 1.098 de locuitori.

## Evoluția populației
| An        | 1975 | 1982 | 1990 | 1999  | 2006  | 2009  |
| --------- | ---- | ---- | ---- | ----- | ----- | ----- |
| Populație | 537  | 663  | 965  | 1.031 | 1.076 | 1.098 |